# Hippoporella obesa
Hippoporella obesa är en mossdjursart som först beskrevs av Campbell Easter Waters 1900.  Hippoporella obesa ingår i släktet Hippoporella och familjen Hippoporidridae. Inga underarter finns listade i Catalogue of Life.